# Червоний злотий
Червоний злотий (лат. florenus rubeus, florenus in auro) — назва обігової монети — золотого дуката — у Польському Королівстві. Вага — 3,5 г, діаметр — 21,2 мм, на монеті — зображення короля. Початок карбування — 16 лютого 1528 року за короля Сигізмунда I Старого. Курс становив 45 срібних польських грошів, або півтора рахункового злотого, який складався з 30 срібних польських грошів. Перша золота монета, яка карбувалась в Польщі. В середині XVI століття золотий дукат вартував 50 срібних грошів.